# تپه‌های لارت
تپه‌های لارت مربوط به دوره ساسانیان - دوران‌های تاریخی پس از اسلام است و در شهرستان بدره، ۵ کیلومتری غرب روستای لارت واقع شده است. این اثر در تاریخ ۲۴ شهریور ۱۳۱۰ با شمارهٔ ثبت ۸ به‌عنوان یکی از آثار ملی ایران به ثبت رسیده است.